# Geoparcul „Ținutul Buzăului”
Geoparcul „Ținutul Buzăului” este un geoparc UNESCO, dinjudețul Buzău ce a fost creat în vederea conservării, promovării și valorificării elementelor naturale deosebite din zonă, a valorilor de patrimoniu cultural și istoric și pentru susținerea dezvoltării sociale și economice a comunelor pe principiul dezvoltării durabile. 
Din punct de vedere administrativ, teritoriul acestuia include o zonă rurală care aparține administrativ de 18 comune din zona de deal și munte din nord-vestul județului Buzău, fiind o zonă complet rurală cu circa 45000 de locuitori. Comunele sunt: Berca, Scorțoasa, Pârscov, Cozieni, Pănătău, Colți, Bozioru, Brăești, Odăile, Cănești, Chiliile, Lopătari, Mînzălești, Bisoca, Valea Salciei, Sărulești, Vintilă Vodă și Beceni, iar suprafața ocupată este de 1035.9 km2.

## Cronologie
Programul de constituire în zonă a unui geoparc a fost inițiat în anul 2007, fiind coordonat inițial de Consiliului Județean Buzău în parteneriat cu Universitatea din București. În anul 2009 s-a constituit asociația de Dezvoltare Intercomunitară Ținutul Buzăului, formată din reprezentanți ai celor 18 comune constituente, iar în anul 2010, geoparcul a fost recunoscut oficial la nivel de județ prin Decizia 51/29.01.2010 a Consiliului Județean Buzău. În același an a fost adoptată prima strategie de dezvoltare, concepută de o echipa interdisciplinară condusă de Universitatea din București, în parteneriat cu Muzeul Național al Țăranului Român și cu ANTREC Buzău. În anul 2013 s-a format echipa oficială a Geoparcului Ținutul Buzăului, cu rol de implementare și coordonare (Geo-Team). Prin proiectul de colaborare româno-norvegiană GeoSust, derulat în perioada iulie 2014 – aprilie 2017, au fost aduși laolaltă în sprijinul inițiativei specialiști din domeniile științelor pământului, științelor vieții, științelor sociale și economice, artelor și IT.
În anul 2015 a fost inaugurat primul punct de vizitare al geoparcului, Muzeul Timpul Omului din Mânzălești și s-a lansat site-ul oficial www.tinutulbuzaului.org, fiind creată și prima harta turistică a geoparcului. Anul următor s-a inaugurat al doilea punct de vizitare, Muzeul 7 Locuri de Poveste din Lopătari. La 13 aprilie 2022, a fost recunoscut în mod oficial statutul de Geoparc Internațional UNESCO și caracterul de teritoriu cu resurse naturale și culturale de importanță internațională. Aceasta presupune reevaluare și revalidare la fiecare patru ani, pentru a fi verificat progresul în dezvoltarea comunităților.

## Caractere generale
Rolul Geoparcului este acela de a construi un model de economie locală durabilă, bazată pe echilibrul dintre protecția și folosirea mediului, pe valorificarea patrimoniului natural și cultural, a resurselor umane locale și pe revitalizarea comunităților rurale.
Zona este foarte bogată din punct de vedere natural, cel mai interesant lucru fiind diversitatea speciilor. Atracția cea mai mare este dată de peisajele care se găsesc aici. Zona este, de asemenea, bogată din punct de vedere cultural, cea mai importantă resursă a teritoriului fiind legătura dintre natură și cultură. Această legătura se exprimă atât în plan material (meșteri în chihlimbar, meșteri pietrari, meșteri sculptori în lemn, etc), dar mai ales pe plan imaterial, prin poveștile care au apărut pe baza fenomenelor și elementelor geologice. Multe dintre aceste povești aduc laolaltă creaturi fantastice precum balauri, căpcăuni, uriași, spirite și multe altele. În plus, zona este valoroasă și din punct de vedere peisagistic.
Geodiversitatea: 
- Zona este foarte cunoscută pentru Vulcanii noroioși, complexul de la Meledic (sarea și peșterile în sare), Focul Viu - Lopătari, Pădurea Lacurile Bisoca, siturile SCI Natura 2000 (Bisoca, Mânzălești-Meledic, Vulcanii noroioși, Lunca Buzăului), diverse forme erozionale (Masa lui Bucur, Sfinxul de la Buștea, Tronul lui Negru Vodă, ...etc.), lacurile, chihlimbarul de la Colți, relieful spectaculos cu “ziduri ale uriașilor” sau “colți de piatră” și alte fenomenele geologice ce apar in zona Vintilă Vodă, Colți și Bozioru, peisajele domoale și izvoarele sărate, izvoarele de petrol.
- Teritoriul are o structură geologică extrem de complexă, rocile sedimentare întâlnite la suprafață acoperind o istorie ce începe acum mai bine de 70 de milioane de ani, călăuză pentru evoluția lanțului carpatic.

Biodiversitatea: 
- Zona este situată la confluența a trei zone biogeografice: continentală stepică și alpină.
- Partea nordică și nord-estică se află în zona pădurilor montane de fag și molid, în timp ce în zona central-sudică - în arealul vulcanilor - există elemente de tip stepic.
- Cea mai mare parte a teritoriului este însă un mozaic haotic de petice de pădure, tufișuri, pajiști și terenuri arabile, rezultat al activității omului. Rămășițele de pădure matură sau fânețele, sunt fiecare în parte zone de refugiu pentru floră și faună

Diversitatea culturală:
- Este un spațiu aflat la interferența a trei provincii - Ardealul, Moldova și Țara Românească - Ținutul Buzăului având câte ceva din toate, dar in același timp și propria identitate.
- Predomină spațiul rural pe fondul așezării satelor în lungul văilor, ce asociază existența unor puternice și vechi centre religioase și monahale, cu existența unor cătune izolate unde vechile tradiții au fost mult timp transmise din generație in generație.

## Date geografice

### Delimitare
Administrativă:
- Este situat in Regiunea de dezvoltare Sud-Est, in partea de nord a județului Buzău.
- Actual cuprinde arealul comunelor: Beceni, Berca, Bozioru, Bisoca, Brăești, Chiliile, Cănești, Colți, Cozieni, Lopătari, Mânzălești, Odăile, Pârscov[22], Pănătau[22], Scorțoasa, Sărulești, Valea Salciei, Vintilă Vodă. Însumat, are o suprafață de 109826 ha și o populație de 52500 locuitori[22].
- Centrul Geoparcului va fi în comuna Berca[22].

Geografică:
- În cea mai mare parte a sa este situat în arealul Subcarpaților - subdiviziunea Subcarpaților Curburii - în zona centrală a acestora numită Subcarpații Buzăului.
- Pe o arie mai restrânsă, în partea nord-estică este o zonă de contact cu Munții Buzăului.
- Zona este străbătută de văi tributare Buzăului:

- Valea Slănicului, cu localitățile Beceni, Vintilă Vodă, Mânzălești, Lopătari, Sărulești și Bisoca
- Valea Sărățelului, cu localitățile: Berca, Scorțoasa, Cănești și Chiliile
- Valea Bălănesei, cu localitățile Cozieni, Bozioru, Brăești, Odăile
- Comuna Colți este situata pe Valea Sibiciului și afluenții acestuia, Colți, Aluniș și Muscelu.
- Comuna Valea Salciei este situată pe Valea Câlnăului, afluent al Buzăului, acesta la rândul, lui afluent al Dunării.

- Se află la intersecția unor drumuri istorice ce leagă Muntenia, Transilvania și Moldova.

Punctul sudic de intrare în geoparc este la 130 km de București, iar cel nordic la 80 km de Brașov, acesta fiind și zonă de trecere pentru cei care tranzitează Transilvania în drum spre Deltă.

### Căi de acces
Accesul este asigurat în primul rând rutier, pe structura de suport a:
- DN10 (Brașov – Buzău) aflat la sud pe valea Buzăului. Din aceasta în lungul văilor Slănicului, Sărățelului și Bălănesei se desprind drumuri județene. Drumul de pe valea Sibiciului are statut de drum comunal.
- DN2 (sau Drumul European E85) dinspre București - Suceava, în partea de est. Din acesta se desprind drumuri județene pe valea Câlnăului și Râmnicului.

Există o mare densitate de drumuri comunale și forestiere. Mai ales cele comunale dar uneori și cele județene au porțiuni greu practicabile din cauza alunecărilor de teren, inundațiilor și dificultăților de întreținere.
Alternativele de abordare ale Geoparcului implică în principiu drumuri axiale pe văile apelor. În general între axiale există posibilități de legătură peste creste, uzual cu statut de drumuri județene.
De-a lungul văii Buzăului, există acces pe calea ferată 504 Buzău – Nehoiașu (stații sau halte la: Buzău, Buzău Nord, Vernești, Cândești, Berca, Ojasca, Unguriu, Măgura, Pârscov, Bădila, Rușavăț, Viperești, Cislău, Gura Bâscei, Mărunțișu, Pătârlagele, Valea Sibiciului, Șețu, Păltineni, Nehoiu, Nehoiașu).

### Geologie
Relieful, cu altitudini cuprinse între 300 și 1400 m, este constituit pe roci sedimentare de vârsta Paleogen - Cuaternar.
Pintenii montani paleogeni provin din Carpații Orientali.
Zona subcarpatică este constituită din formațiuni geologice neogene cutate. Dealurile înalte sunt modelate în depozite de fliș paleogen, predominant siliciclastic și uneori în depozite de molasă miocenă, formate din gresii cu intercalații de argile, tufuri, gipsuri și sare. Dealurile mijlocii și scunde cuprind numeroase intercalații de roci argiloase. În unele părți apar calcare sarmatice și conglomerate.

### Geomorfologie

#### Masivul Ivănețu
Culmea Ivănețu orientata nord–est sud–vest, se află la sud de Bâsca Rozilei  și se menține la circa 1000 m. Câteva vârfuri mai importante formate din gresie depășesc aceasta valoare (Ivănețu 1191 m, Arsenie 1115 m, Vârful Oii 1038 m, Zboiu 1114 m), iar în șeile dintre ele înălțimea oscilează între 800 si 950 m. Altitudinea maximă - 1191 m - este în vârful Ivănețu.
Pe versanții tuturor văilor datorită abundenței rocilor moi, plastice, alunecările au o desfășurare remarcabilă. Se impun în peisaj “limbile de alunecare” ce ocupă aproape în întregime albia văilor și sectorul de obârșie cu înfățișarea unor circuri largi. În locurile unde văile s-au adâncit în gresii ele prezintă cascade și chei. 
La sud de vârful Ivănețu există un larg platou (Plaiul Nucului) la 850 – 950 m, martor dintr-o extinsă suprafață de nivelare. Pe el se află câteva suprafețe cu rol de microdepresiuni, mai reprezentativă fiind aceea în care se află cantonat Lacul Mocearu. Aceasta a rezultat prin dizolvarea sării din adânc urmată de procese de tasare.
La contactul dintre munte și Subcarpați în bazinul văii Jgheabului - afluent al Slănicului, există câteva platouri la 500 – 650 m unde sarea apare la zi. Dizolvarea a creat aici forme carstice de o frumusețe și complexitate deosebite.

#### Zona subcarpatică
Arealul este localizat în Subcarpații de Curbură, orientarea întregului areal fiind în general SV- NE. Aria subcarpatică dintre Râmnicul Sărat și Slănic este inclusă Subcarpaților Vrancei, în timp ce arealul subcarpatic cuprins între Slănic și râul Buzău este inclus Subcarpaților Buzăului.
Limita nordică dintre Subcarpați și zona montană, urmărește marginea sudică a Pintenului Ivănețu, în lungul depresiunii de contact sau de flanc, ce se desfășoară pe aliniamentul Sibiciu- Brăești- Lopătari, dominată altitudinal în partea vestică de martorii de retragere ai abruptului montan Vârful Goși, Culmea Vătraiului, Vârful Hoților, Muchia Hoților, Coastele Pinului, Vârful Malul Alb, Vârful Pietriș.
Limita sudică urmărește valea râului Buzău în partea de sud și sud-vest, până la Săpoca, având un grad ridicat de despletire, dominând alternanța bazinetelor de eroziune cu sectoare înguste.
Grupa centrală subcarpatică subcarpatică (Dealurile Botanului, ce aparține Subcarpaților Buzăului), este cuprinsă între văile Buzăului și Slănicului și are altitudinile cuprinse între 400-820 m, cu maxime în Dealul Blidișel (821 m), vârful Pițigoiul(806m), vârful Bocu (824m); în partea centrală vârful Botanul are 799m.  Eroziunea produsa de apele Sărățel, Bălăneasa, Sibiciu a dus la divizarea într-o serie de subunități:
- Dealurile Muscelului sunt delimitate de Bălăneasa, Sibiciu și Buzău. În componența acestor dealuri intră culmile Blidișel ( 821m), Muchea (746m) și Ursoaia.
- Dealurile Dalma sunt cuprinse între Sărățel și Bălăneasa. În partea centrală se află vârful Botanului, iar în partea de est Dealurile Dalmei care se continuă cu Dealul Posobești (707 m). Spre sud-est bazinetul Plopeasa se dezvoltă pe un afluent al Sărățelului, iar către sud acesta se continuă cu un culoar mărginit în est de Muchia Florica cu vârful Muchia Stânii (449m).
- Dealurile Bocului cuprind partea de nord-est a grupei centrale, având înălțimi ce urcă la peste 800m: vârful Bocului (825m), Dealul Glodul (807m), vârful Pițigoiul (806m). Aceste dealuri sunt fragmentate de văile Slănicelului și Grabicinei în câteva subunități. Partea centrală este ocupată de Dealul Bocului propriu-zis, în partea de sud s-a dezvoltat bazinetul Păcurile, iar in nord se află Dealul Pițigoiul-Glodului. Acesta se continuă spre est cu Dealul Glodineasa. Din Dealul Pițigoiului pornesc spre sud o serie de culmi joase, care se extind între văile Slănicelului și Sărațelului. Este vorba de Dealurile Siliștea și Dealurile Trestioarei, care se caracterizează printr-o altitudine mult mai joasă decât cele din jur (circa 500m), apărând în ansamblu ca o zonă înaltă depresionară.
- Dealurile Pâclelor sunt delimitate de Slănic și pâraiele Sărățel- Băligoasa. Au o direcție aproape nord-sud și prezintă două culmi paralele ce se unesc la nord în dealul Tocilei ( 598m).
- Din grupa centrală face parte și culoarul depresionar Rătești-Scorțoasa-Vintilă Vodă, care începe din Valea Buzăului de la satul Rătești și se întinde până la comuna Vintilă Vodă. Este delimitat de Dealurile Dalmei, Bocului, Bisocii și Pâclelor.

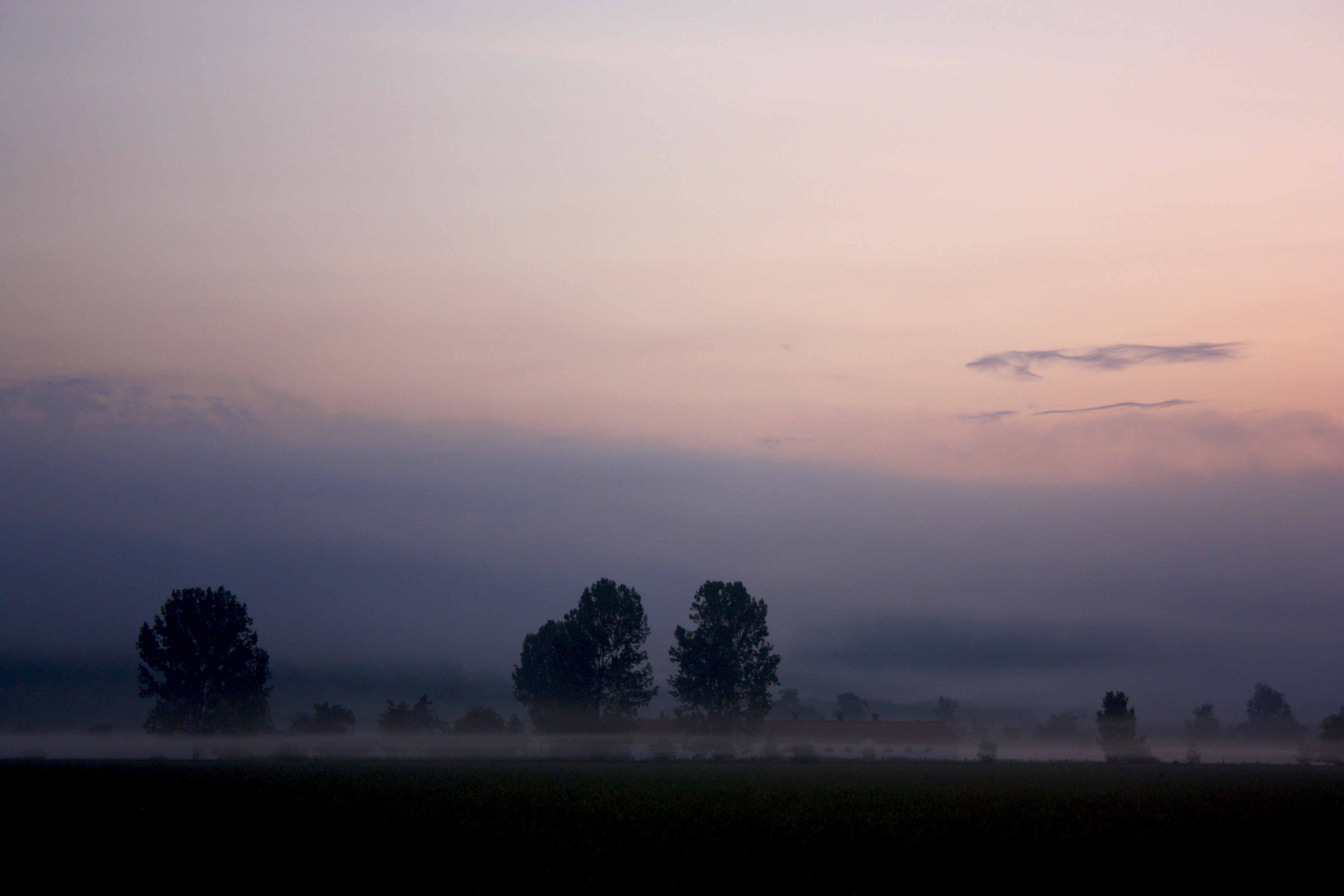
Pătârlagele

Se individualizează ca depresiuni interne (la contactul cu muntele) cu orientare E-V: Lopătari în nord și Pătârlagele la sud, iar ca depresiune externă (intracolinară) Policiori. Depresiunea Pârscov începe aproximativ de la localitatea cu același nume și continuă până la Berca, unde valea schițează o ușoară îngustare impusă de traversarea anticlinalului Berca-Arbănași.
Grupa estică de dealuri (Dealurile Câlnăului, care aparțin Subcarpaților Vrancei) este delimitată de văile Slănic și Râmnic. Aici se remarcă dealurile Bisocii (970 m) la nord, Blăjani (483 m), Budei si Căpățânii (592 m) spre sud. Grupa se poate subdivide în două mari subunități: una nordică, formată din sedimente mai vechi (mio-pliocene) și, o alta sud-estică formată din depozite levantine și cuaternare, mai moi, cu suprafețe mari și expuse degradării.
- Dealurile Bisocii compun în ansamblu subunitatea nordică. Cele mai înalte vârfuri sunt Bisoca (970m), Ulmușoru (943m), Șindrila (900m), iar spre sud Badicul (814m).
- A doua subdiviziune este orientată nord-sud. Astfel Culmea Blăjani situată între Câlnău și Slănic, începe cu dealul Cărătnăului(633m), și ajunge în dreptul localității Blăjani la 483m (vârful Blăjani) și 486m (vârful Mare). Dealurile Budei se alungesc între Râmnic și Câlnău Înălțimea lor crește către sud unde atinge 637 m la Piatra Albă. Dealul Căpățânei (591m) se află între Râmnic și Râmna.

Alunecările au o acțiune puternică asupra versanților și furnizează albiilor râurilor cantități mari de materiale erodate. Eroziunea se desfășoară și prin procese intense de ravenare și de spălare, accentuate de despăduririle din zonă și de utilizarea necorespunzătoare a terenurilor. Procesele de eroziune sunt accentuate de precipitațiile torențiale din timpul verii și de cantitățile mari de apă rezultate în urma topirii zăpezilor.
Trecerea de la Subcarpați la zona colinară se face lent la est de Buzău.

### Clima
Teritoriul se înscrie în regimul de climă temperat continentală, cu o serie de particularități și nuanțe în raport cu zonele de relief.
Climatul de deal prezintă temperaturi medii anuale de 8-10 grade C; în luna iulie temperatura medie oscilează între 19-20 grade C. Precipitațiile medii anuale sunt de 600-700 mm/an. Se remarcă o creștere a valorilor temperaturilor medii anuale pe direcția nord-sud, de la regiunile înalte, către cele cu altitudini mai scăzute.
Mersul izotermelor evidențiază intrânduri de la sud către nord în cadrul depresiunilor mari și a culoarelor de vale și curbări inverse pe culmi. Cauza este legată de deschiderea largă către sud a principalelor artere hidrografice (Buzău, Bălăneasa, Slănic), ce ușurează  pătrunderea maselor de aer mai cald din câmpie. Totuși, temperaturile medii anuale mai ridicate sunt specifice numai depresiunilor și bazinetelor subcarpatice amplasate pe văi largi, cum ar fi Pătârlagele, Pârscov, Cozieni, Gura Dimieni. Depresiunile și bazinetele dezvoltate în zona montană și pe rețeaua hidrografică secundară din subcarpați (Găvanu, Pinu, Trestioara) înregistrează temperaturi medii anuale mai scăzute față de zonele interfluviale, ca urmare a inversiunilor de temperatură deosebit de frecvente.
Ploile cele mai frecvente cad în intervalul aprilie-septembrie, cu un vârf în luna iunie. În semestrul rece (octombrie-martie), cantitatea de precipitații căzută este mai redusă. În cadrul semestrului rece în special în zona dealurilor subcarpatice, luna octombrie se remarcă printr-o cantitate medie mai ridicată a precipitațiilor.
Burnița este în cele mai multe cazuri, un fenomen specific pantelor vestice și nord-vestice.
Nebulozitatea cea mai crescută se înregistrează în lunile de iarnă-primăvară. Sezonul de vară și începutul toamnei se caracterizează printr-un timp senin, accentuat în zona subcarpatică drept urmare a efectelor foehnale. Numărul de zile cu cer acoperit crește din zona de munte către cea mai joasă. 
Prezența numeroaselor depresiuni și bazinete creează condiții favorabile inversiunilor de temperatură, mai accentuate în sezonul rece. Înghețul apare astfel cel mai devreme în văi și depresiuni, persistând aici până în a doua decadă a lunii aprilie.
Circulația generală atmosferică, dar mai ales configurația geomorfologică a zonei de curbură impun dezvoltarea vânturilor foehnale. Cel mai târziu, datorită fenomenului de fohn, înghețul apare în cea de a doua decadă a lunii noiembrie pe pantele dealurilor cu expunere sudică, durând până către finele lunii martie.
Prima zi cu zăpadă apare înainte de luna noiembrie în zona montană; în subcarpați aceasta se înregistrează în jurul datei de 20 noiembrie.
Pe timp de iarnă la poala subcarpaților apar invazii de aer rece, cunoscute sub denumirea de Crivăț.

### Hidrografia
Din punct de vedere morfohidrografic, arealul Geoparcului este inclus bazinelor hidrografice ale râurilor Buzău și Râmnicul Sărat, afluenți pe dreapta ai râului Siret.
Coloana vertebrală a rețelei hidrografice o constituie râul Buzău, care adună în zona Geoparcului de pe pe stânga Sibiciul, Bălăneasa, Sărățelul, Slănicul și Câlnăul. 
La nord Râmnicul - al doilea râu ca mărime din zonă - drenează apele de pe câțiva dintre versanții nordici ai Geoparcului.
Rețeaua hidrografică este completată de lacuri a căror geneză este legată de fenomenele de dizolvare-tasare în zonele cu sare cum sunt lacurile de pe Platoul Meledic, sau de lacuri precum Mocearu de pe versantul estic al Ivănețului ori lacurile dezvoltate în dolinele de pe dealul Bisocii, de la Policiori de pe Valea Grabicina sau de la Odăile ori Recea.

### Elemente biogeografice
Ținutul Buzăului se bucură de o așezare deosebit de favorabilă din punct de vedere biogeografic, fiind situat în regiunea biogeografică continentală, însă la joncțiunea cu regiunile alpină și stepică. La aceasta poziție favorabilă trebuie adăugate și oportunitățile oferite de accidentele geologice și astfel avem tabloul complet al biodiversității buzoiene: peste comunitățile biologice de tip continental (păduri de foioase și pajiștile derivate) sau alpin (molidișuri, făgete și pajiști montane) se suprapun arii sărăturate și/sau aride, propice instalării elementelor stepice.

#### Flora

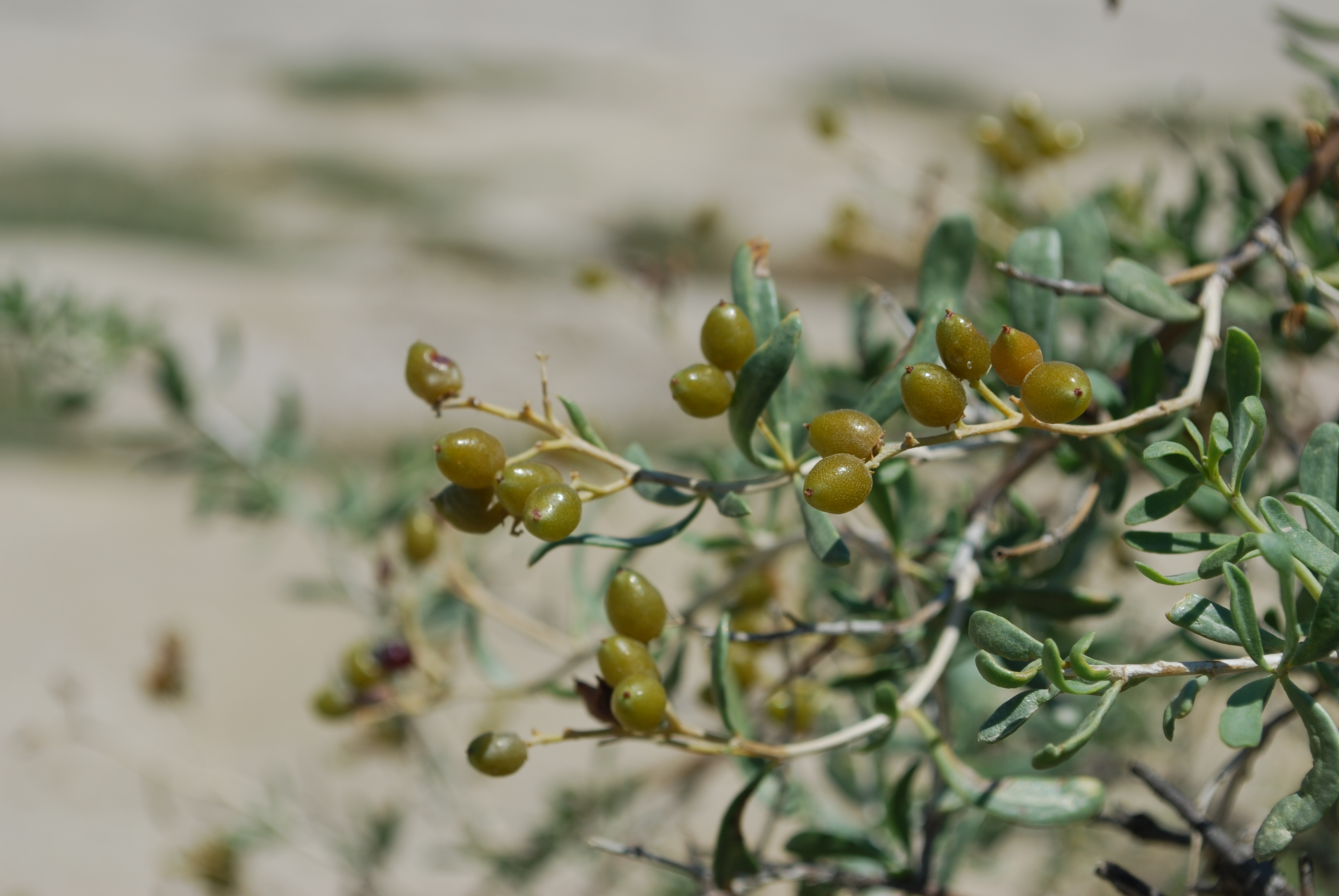
Fructele Gărdurăriței

Zona este habitat al pădurilor de foioase, care se găsesc în zonele deluroase, până lângă munți. Etajul se subdivide în câteva subetaje:
Subetajul fagului (700-1250/1300m) se extinde în asociere cu gorunul și înafara acestor limite. Între 1000-1200 m, fagul se găsește împreună cu coniferele. Extensiunea pădurilor de fag compacte și pure spre sud subliniază cel mai bine în peisaj contactul dintre zona subcarpatică și cea montană pe aliniamentul: Chiojd-Sibiciu-Lopătari. Predomină evident pădurea de fag, în asociație cu aninul (Alnus incana), mesteacănul, paltinul (Acer pseudoplatanus), ulmul și cu arbuștii, (alunul, tulchin, soc negru și roșu), care în general apar în arealele despădurite și lipsesc complet în interiorul pădurii de fag. În zonele defrișate recent se dezvoltă asociații cu părușcă, fragi, zmeură, mure. Treptat ele sunt înlocuite de păduri de tranziție cu specii iubitoare de lumină (plopi, sălcii, mesteceni), iar într-o fază înaintată de refacere a pădurii, de către fagi.
Subetajul gorunului corespunde zonei subcarpatice. Pădurea este dominată de gorun dar nu lipsește nici fagul, în special în zonele înalte sau în locurile umbroase. În asociație cu aceste două specii cresc mesteacănul, plopul și arinul. Arbuștii (cătina, jneapănul) se îmbină cu plantele ierboase (festuca, bărboasa, firuța, mojdreanul, scumpia, liliacul). 
Până la 500 m găsim: frasin, ulm, tei, salcâm etc.
În zona Vulcanilor noroioși se întâlnește gărdurărița (Nitraria schoberi). Este o planta remarcabilă prin adaptarea la solurile lutoase și nisipoase cu exces de săruri din regiunile aride. În România nu se află decât din zona Vulcanilor Noroioși: acest sit reprezintă punctul maxim de răspândire spre vest a acestei specii.
Unele condiții topoclimatice specifice impuse de manifestarea efectului de fohn în Subcarpații de curbură și de orientarea spre SE a pantelor au permis păstrarea unor elemente termofile submediteraneene. Pe solurile bogate în săruri, s-a dezvoltat o vegetație formată din plante halofile: sărăcica (Salsola soda), brânca (Salicornia herbaceea), etc.
Colilia (Stipa) sau nagara caracteristică stepei, este reprezentata în România prin câteva specii (Stipa capillata, S.lessingiana, S.pulcheriima, S.joannis) din familia gramineelor.  Dealurile Buzăului reprezintă ultimul punct de rezistența al stepelor de colilie din Muntenia.

#### Fauna
Pe teritoriul Geoparcului Ținutul Buzăului se cunosc 84 de specii de Fluturi de zi, dintre care două sunt ocrotite prin Directiva Floră-Faună-Habitate a Uniunii Europene (92/43 EEC din 21 mai 1992). Este vorba despre fluturi mărunți din familia Lycaenidae, Albăstrița pătată (Maculinea arion) și Fluturele de foc (Lycaena dispar), ambele specii fiind dependente de habitatele umede..

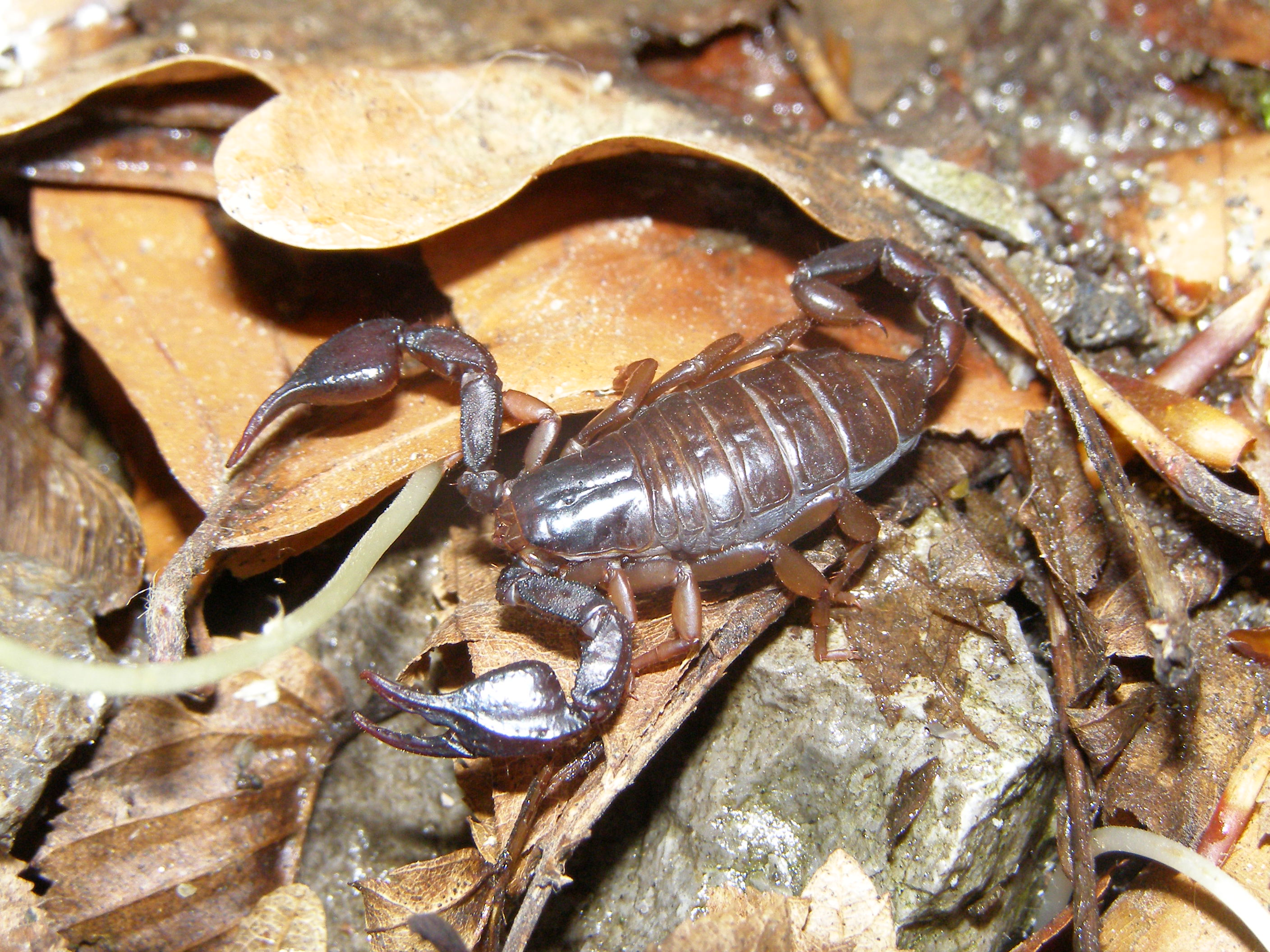
Scorpionul carpatin

Scorpionul carpatin (Euscorpius carpathicus) prezent și aici, este răspândit exclusiv în vecinătatea Carpaților Sudici, din Banat până în Buzău..
Lumea animala este bogată, condițiile de viață din pădurile de fag și molid fiind deosebit de favorabile. În pădurile buzoiene se întâlnește frecvent cerbul, alături de porci mistreți, veverițe, râși, jderi. Pe potecile cele mai întunecate sau în zmeurișuri poate fi întâlnit ursul brun carpatic, la care se adaugă lupul, vulpea, iepurele, șoarecele de pădure, precum și numeroase păsări (ieruncile, cocoșul de munte, mierlele, privighetori, ciocănitoarea și unele specii de vulturi).
În arealul subetajului gorunului sunt frecvente specii de animale existente și în subetajele anterioare , după cum unele provin din stepă și silvostepă. Numeroase sunt speciile de păsări (mierla, sturzul, potârnichea, ciocârlia, pițigoiul), reptile (șarpele orb, șopârla), batracieni, insecte.

## Aspecte socioeconomice

### Generale
Zona geoparcului este o zonă rurală, cu o tendință de îmbătrânire a populației și de migrare, mai ales în străinătate. 
Locuitori celor 16 comune sunt distribuiți inegal, comuna Berca fiind cea mai numeroasă și cu ponderea economică cea mai mare.
Principalele surse de venituri provin în ordinea importanței din: agricultură, creșterea animalelor, prelucrarea lemnului, industrie, comerț și activități de turism. Excepție face comuna Berca unde mulți locuitori lucrează în industrie, mai ales în cea extractivă.
Serviciile financiare precum bănci, birouri de schimb sunt disponibile în cea mai mare parte doar în orașe (Buzău, Pătârlagele).
Resursele Subsolului sunt:
- Petrolul constituie în prezent principala bogăție
- La Berca se exploatează argila.
- În albia Buzăului și a altor râuri se găsesc rezerve importante de pietrișuri și nisipuri.
- Zăcăminte de sare se găsesc la Mânzălești, Bisoca, Brătilești, Goidești.
- Chihlimbarul a fost semnalat în perimetrul Mlajet-Sibiciu-Colți-Bozioru-Ploștina-Terca.
- Ape minerale se află la Fișici, Lopatari.

### Aspecte problemă
Marea majoritate a localităților au același tip de probleme: alimentarea cu apă, drumurile, deșeurile, comunicațiile.
Pe plan mediu depopularea zonei reprezintă o amenințare.

## Obiective turistice locale

### Caractere generale turistice

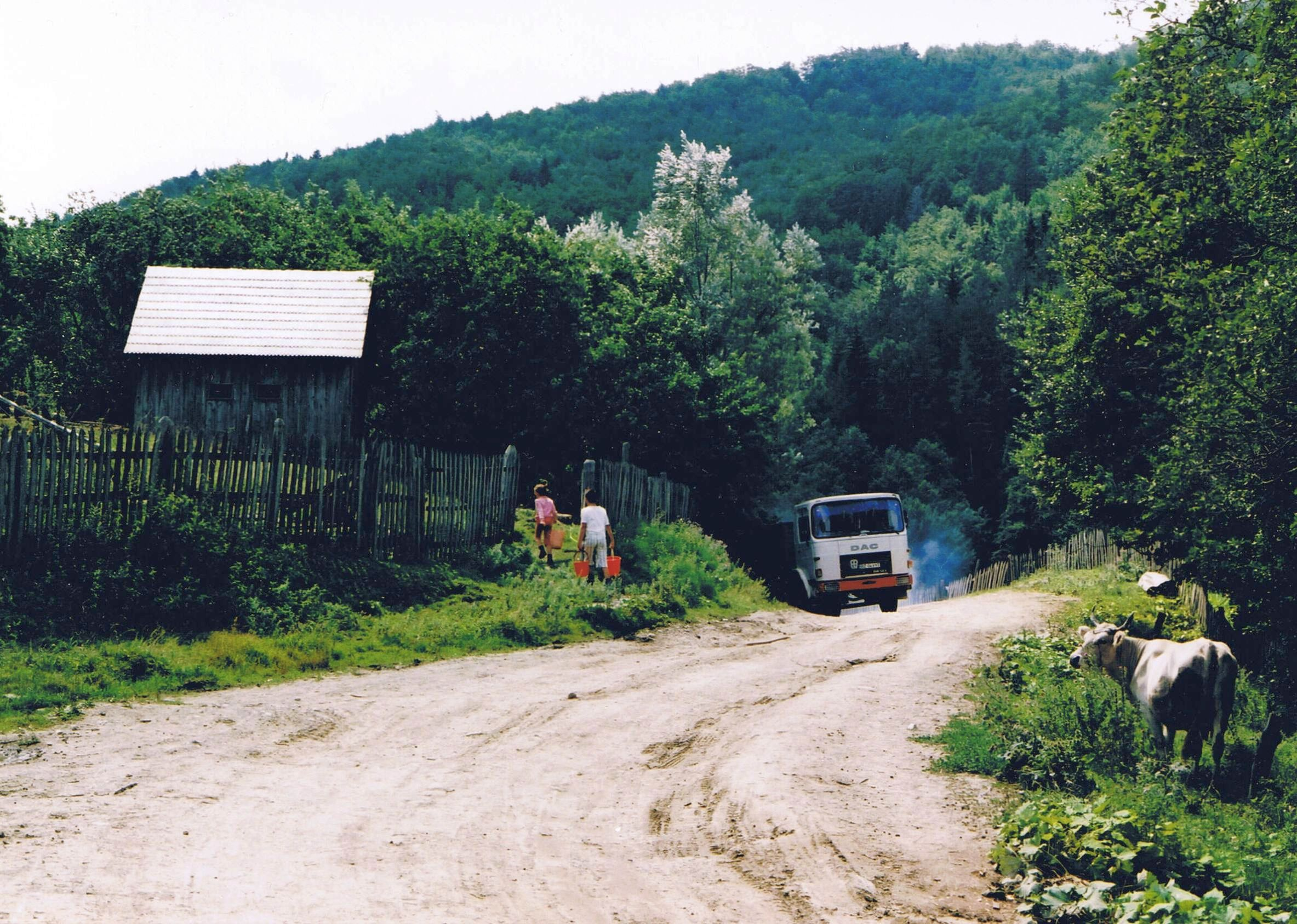
Drum de acces în satul Terca

Infrastructura de suport pentru turism este foarte slab dezvoltată. Pe de o parte este un avantaj pentru că blochează turismul de masă, dar pe de altă parte este și un dezavantaj pentru că cei care ar vrea să meargă acolo și ar fi dedicați unui turism alternativ și nu au unde să se cazeze. În ceea ce privește drumurile, acestea sunt destul de grele, fiind nevoie să se apeleze la mijloace alternative de deplasare precum bicicleta, căruța, motocicleta, calul sau pe jos.
Punctele majore de intrare în Geoparc sunt la Berca, Pârscov, Colți, Beceni, Valea Salciei.
Particularități
- Sezonul turistic este limitat la 4 - 6 luni.
- Marea densitate de drumuri comunale și forestiere este un element pozitiv pentru turismul de promenadă și descoperire.
- Cu excepția Vulcanilor noroioși nici unul dintre situri nu are marcaje, panouri de semnalizare, puncte de informare, pliante. Singurele informații pot fi obținute din pagini web, de la autorități și de la localnici.
- Pentru patrimoniul cultural și istoric - inegal repartizat - în cea mai mare parte nu există situri arheologice amenajate.
- Nu există ghizi oficiali pentru teritoriu, activități de orientare și ghidaj pentru anumite grupuri de turiști fiind asigurate doar de proprietarii unor pensiuni sau cluburi.

Se pot practica forme de turism:
- Rural și agroturism: susținut de o rețea agroturistică destul de dezvoltată
- Ecumenic

- Mănăstirile Rătești, Poiana Mărului, Găvanu, Berca)
- Complexul de așezări rupestre din zona Colți-Aluniș-Nucu-Bozioru-Brăești

- Trekking: Cu predilecție în Masivul Ivănețu și în zona schiturilor rupestre.
- Cultural: poate fi vizitat Muzeul de etnografie și folclor al Văii Slănicului situat în comuna Mânzălești, iar pe parcursul anului în anumite localități se desfășoară serbări folclorice, legate în special de zile de sărbătoare religioasă.
- Turism cinegetic
- Balneo-medical în zona Fișici unde în trecut au existat amenajări specifice și, mai puțin la restul izvoarelor minerale.

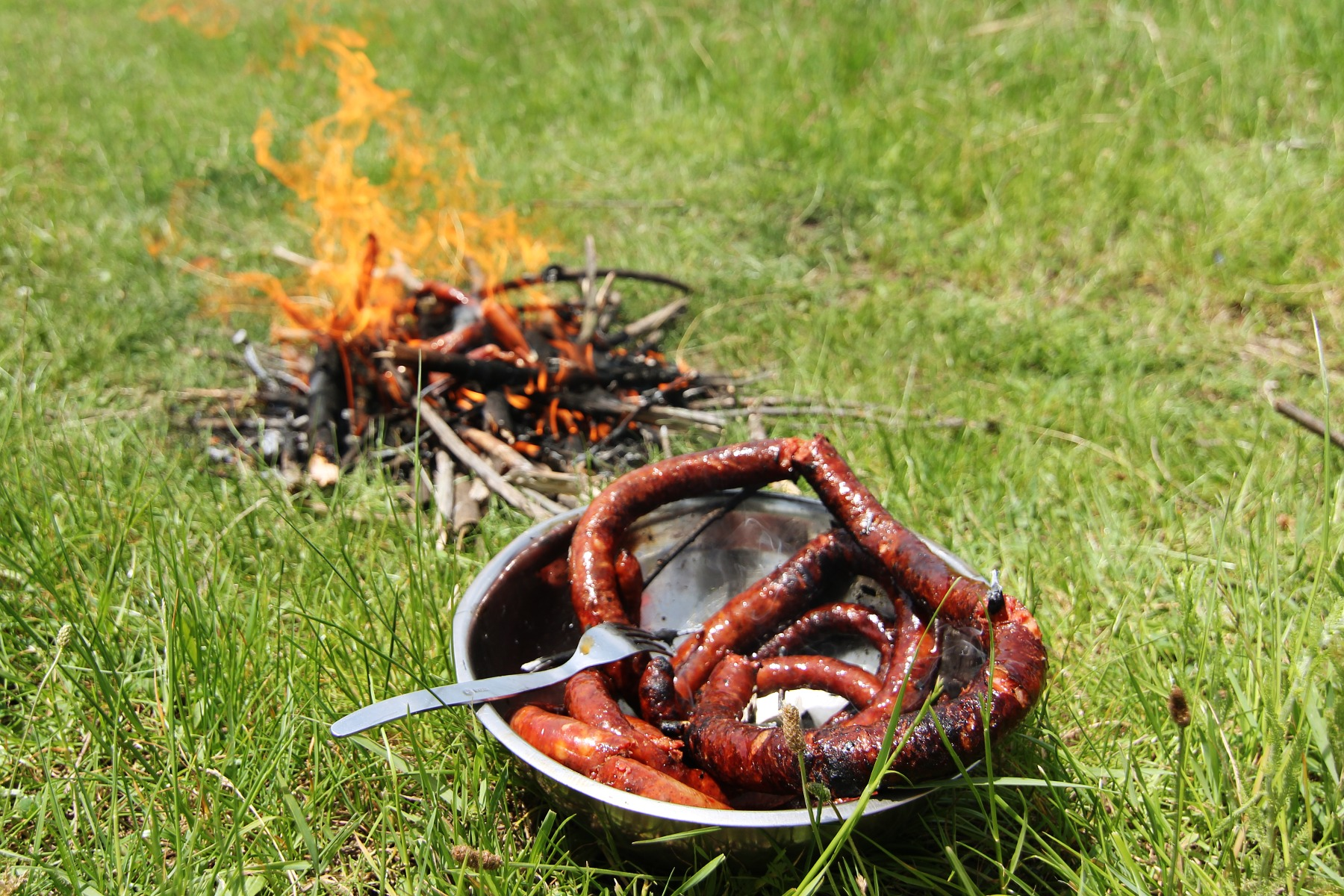
Cârnați de Pleșcoi fripți la foc deschis

Pe teritoriul Geoparcului există 1 tabără școlară în funcțiune la Arbănași - comuna Beceni. . De asemeni în comuna Bisoca, campusul Sf. Sava situat în apropiere de Lacu Limpede deservește periodic serii de elevi defavorizați social.
Simboluri cunoscute ale zonei:
- Cârnații de Pleșcoi
- Țuică|Țuica de Buzău
- Brânza de Chiliile
- Chihlimbarul de Colți

### Între văile Slănicului și Râmnicului
Accesul în zonă se face dinspre Buzău pe DJ203K, drum asfaltat până la Lopătari. Din acesta, pornesc derivații spre valea Râmnicului în apropiere de intrarea în Vintilă Vodă:
- DJ204C (28 km până la Jitia unde face joncțiunea cu DN2N, este asfaltat până în apropiere de Bisoca)
- DJ204M pe valea Jgheabului în apropiere de Mânzălești - face joncțiunea cu DJ204C în apropiere de intrarea în comuna Bisoca, este neasfaltat
- DJ220 spre Valea Salciei care pornește din DJ204C în apropiere de Sărulești.

Dinspre Râmnicu Sărat:
- Pe valea Câlnăului se merge spre Buda pe DJ203H apoi pe DJ220 până la Valea Salciei
- Pe valea Râmnicului se ajunge DN2 până la Obrejița, apoi DJ202E spre NV până la intersecția cu DN2N aflată la Bordeștii de Jos, apoi pe acesta

#### Zidul uriașilor
Zidul Uriașilor se află spre izvoarele râului Câlnău, în comuna Valea Salciei. Este vorba despre un zid din roci masive dure și relativ netede care includ scoici - resturi ale unei plaje de acum 11 milioane de ani a mării preistorice Paratethys. Ansamblul (în aparență un martor de eroziune diferențială) dă impresia că a fost construit de mâna omului. Se întinde pe o lungime de aproximativ zece kilometri și are destul de multe întreruperi.
Acces:
- Din Râmnicu Sărat spre Buda pe DJ203H apoi pe DJ220 până la Valea Salciei și ulterior pe un drum comunal
- Din Buzău se trece podul de la Mărăcineni și se angajează la stânga DJ203K până în apropiere de Vintilă Vodă, după care se merge la dreapta pe DJ204C spre Bisoca și ulterior din nou la dreapta spre Sările pe DC161.

#### Mănăstirea Poiana Mărului

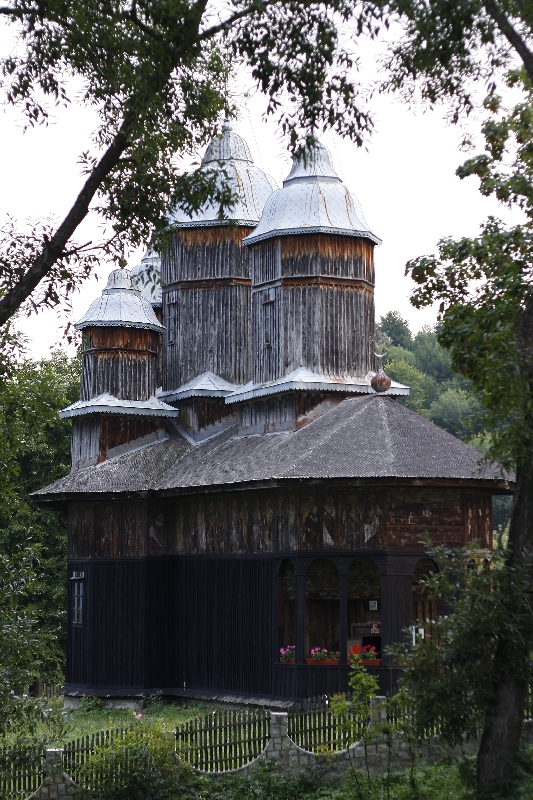
Biserica Mănăstirii Poiana Mărului

Mănăstirea Poiana Mărului de rit ortodox, este situată pe teritoriul administrativ al satului Băltăgari din Comuna Bisoca. A fost ctitorită în anul 1730 de către Constantin Mavrocordat fiind un important centru monastic și cultural în secolul al XVIII-lea. Se evidențiază ca fiind printre puținile biserici cu pictură atât exterioară cât și interioară, pe lemn.
Acces:
- 53 km din Râmnicu Sărat DN2 până la Obrejița, apoi DJ202E spre NV până la intersecția cu DN2N aflată la Bordeștii de Jos, apoi pe acesta pană la Jitia. De aici mai sunt câțiva km până la mănăstire mergând spre Bisoca, pe DJ204C ce trece prin vadul râului Râmnic.
- 68 km din Buzău DJ203K spre Vintilă Vodă, apoi înainte de acesta la dreapta DJ204C spre Bisoca. Din Bisoca până la mănăstire se coboară spre Jitia.

#### Masa lui Bucur
Masa lui Bucur sau masa ciobanului Bucur, este un monument al naturii situat în satul Pleși, comuna Bisoca.  
În această zonă blocurile de piatră au o mare frecvență ca urmare a proceselor periglaciare din cuaternar. Pe coama Muntelui Piatra Penei care ajunge până la altitudinea de 1145 m în punctul numit ”Masa lui Bucur”, se află un astfel de bloc cu o suprafață pseudoplană și un greutate de cca. 150 tone, care este așezat pe alte 3 pietre mai mici, creând imaginea unei mese dacice cu trei picioare. 
Unele legende spun că de aici a plecat ciobanul Bucur, cel care a înființat orașul București, azi capitala României, altele leagă denumirea de haiducul Bucur.

#### Rezervația naturală Pădurea Lacurile
Pădurea Lacurile Bisoca este o rezervație mixtă forestieră botanică și geologică, situată pe raza comunei Bisoca din județul Buzău, pe teritoriul satului Recea. Este importantă prin arboretul de pin silvestru ( Pinus sylvestris) existent aici, arboret asociat unui grup de lacuri cu apă dulce formate în doline dezvoltate pe gresie, cu fund din nămoluri sedimentate. Din grupul inițial, Lacul Limpede este singurul care a supraviețuit colmatării.

#### Rezervația naturală Pădurea Găvanu
Este o rezervație forestieră de 216 ha ce se află în bazinul superior al pârâului Jgheab (afluent de stînga al Slănicului), pe fața estică a culmii Breazău. Este importantă pentru valoarea geofondului și genofondului forestier prin specia de Pin silvestru (Pinus sylvestri). Valoarea peisagistică și Mănăstirea Găvanu - cu interes istoric - completează valoarea rezervației.

#### Mănăstirea Găvanu

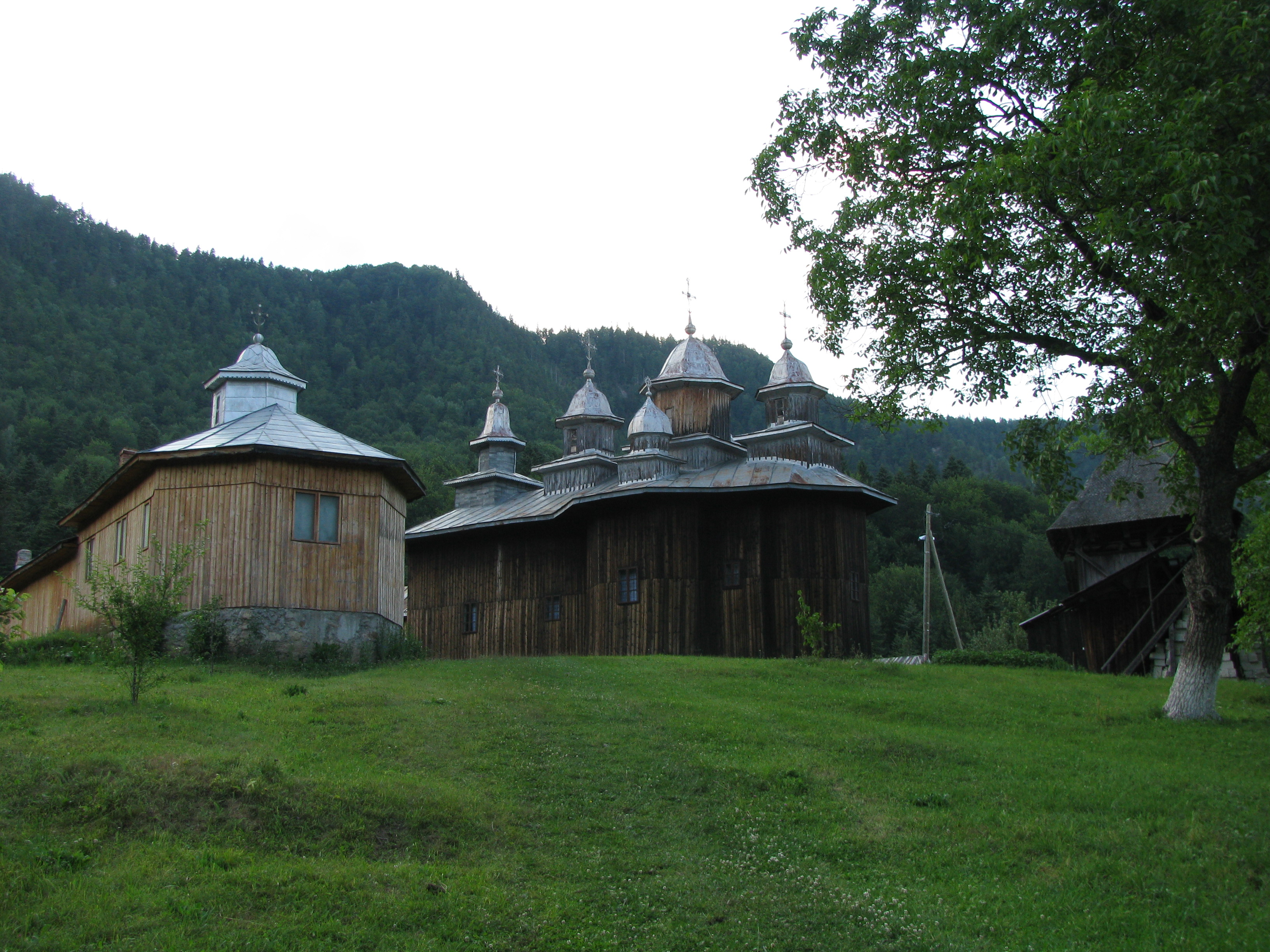
Mănăstirea Găvanu

Mănăstirea Găvanu este o ctitorie moșnenească-țărănească, Mănăstirea Găvanu are un istoric, ce începe din 1707.
Poiana mănastirii este unul dintre locurile deosebite ale Buzăului, prin poziționarea la baza unui deal subcarpatic spectaculos, precum și prin izolarea deosebită în care se află.
Dacă până în anul 1988 pătrunderea spre Găvanu era greoaie, din anul 1989 prin drumul forestier de 3 km ce pornește inițial de pe valea Jghiabului de la Coita și merge printre interesante aflorimente de gresie, se poate ajunge și cu mijloace auto.
Accesul final spre poarta așezământului se face per pedes apostolorum.

#### Izvorul mineral de la Buștea
Este vorba de Izvorul Ruginii a cărui apă curge spre Jgheab, și se varsă în acesta la Gura-Bădicului.
Apele de la Buștea, îmbuteliate în trecut, s-au exportat în Franța până în anul 1939. Conform etichetei aplicate pe sticle - scrisă în limbile română și franceză - apa se numea "Izvorul întineririi"

#### Sfinxul de la Buștea
Monument al naturii, "Sfinxul" de pe Breazău (cunoscut și sub denumirea de Sfinxul de la Buștea) este o stancă de aproximativ 5-6 m înălțime cu aspectul unui cap uman vizibilă de la câțiva kilometri depărtare. Este situat pe culmea Breazău aflată pe stânga văii Slănicului, culme care atinge înălțimea maximă în vârful Breazău (1239 m).

### Valea Slănicului și versantul estic al Ivănețului
Se ajunge folosind drumul de pe valea Slănicului – DJ 203 K, care pornește de pe DN2 (E85) de la Mărăcineni spre Săpoca (imediat înainte de a intra pe podul de peste Buzău), urmând ruta Beceni-Vintilă Vodă-Mânzălești-Lopătari. Pînă la Lopătari drumul este asfaltat.  Din satul Luncile al comunei Lopătari, DJ203K suie spre vest pe sub pintenul Ivănețului, pentru a se intersecta cu drumul care vine de pe valea Bălănesei și a coborî spre valea Bâscei. 
Apele Slănicului trec prin locuri care sunt repere ale unei istorii geologice caracteristice oceanului dispărut Tethys, istorie ce se întinde stratigrafic în bazinul râului în timp pe mai bine de 35 de milioane de ani.  
Oceanul Tethys a reprezentat un bazin ecuatorial care a separat supercontinentele Laurasia și Gondwana în timpul Paleozoicului. În timpul Eocenului superior, ca urmare a coliziunii dintre plãcile continentale acesta s-a fragmentat. Domeniul mediteranean de astăzi este un ultim vestigiu al oceanului. În nordul acesteia s-a format o noua mare, cu extindere intercontinentalã. Ea a fost numitã Paratethys.

#### Arealul fosilifer Niculești - Vintilă Vodă - Beșlii
În zona Niculești - Vintilă Vodă - Beșlii, în albia râului Slănic se întâlnesc o mulțime de locuri cu scoici și melci conservați în piatră. Sunt animale marine cu vechime între 1-12 milioane ani din străvechiul Paratethys, din ce în ce mai vechi pe măsură se urcă în amonte.

#### Valurile de piatră de la Lopătari
Urme ale oceanului Tethys sunt relifate de Valurile de piatră de la Lopătari. Trebuie doar traversat  Slănicul pe puntea de la intrarea în satul Lopătari. Se vede cum falezele de pe marginea râului au margini vălurite - pietre cu de urme de valuri de acum 16 milioane de ani.

#### Stâncile de la Malu Roșu
| Imagine indisponibilă    |  | Imagine indisponibilă |
| Malu Roșu, satul Luncile |  |                       |

Legenda spune că ar fi roșii de la sângele unor fete ce s-au aruncat în hău pentru a nu fi luate roabe de către turci. 
În realitate sunt povârnișuri spectaculoase din stânci roșcate dure formate din menilit, de culoare roșiatică datorată oxizilor de fier. Sunt asociate cu pădure de mesteacăn, pin și paltin .

#### Biserica din lemn din Vintilă Vodă
Este construită din bârne de stejar și este acoperită cu trestie. Crucile din piatră au litere chirilice. Are o vechime de peste 300 de ani.

#### Piatra albă (Grunjul)
Piatra Albă „La Grunj” este un monument al naturii  cu statut de rezervație geologică situat la confluența râului Slănic cu pârâul Jgheab, pe raza comunei Mânzălești. Este un martor de eroziune hidraulică si eoliană format prin acumulare de marnă albă cinerită.

#### Complexul Meledic

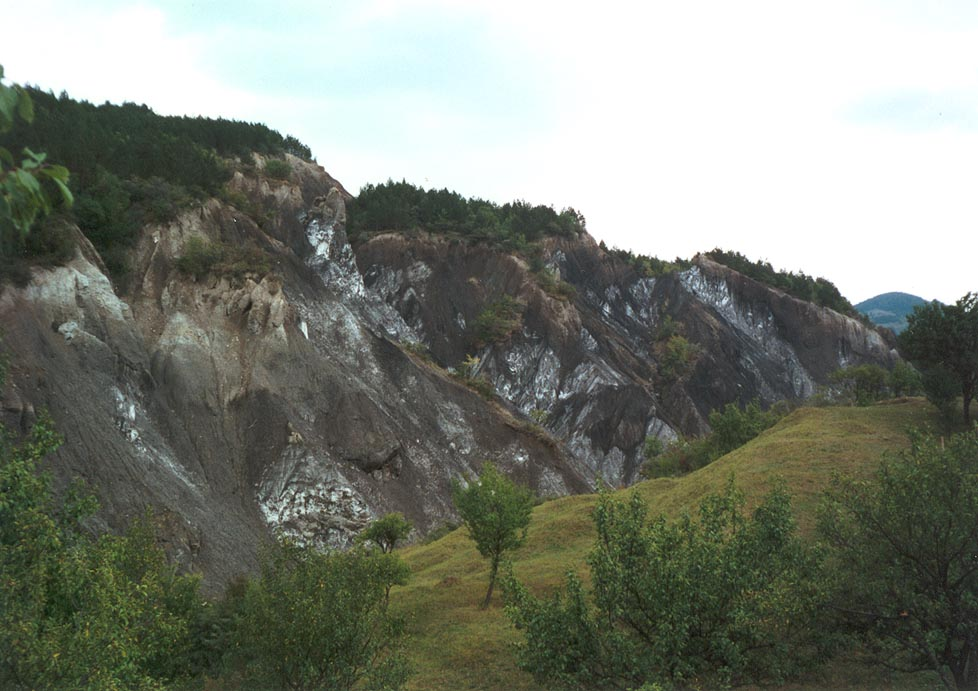
Carst de sare pe Paltoul Meledic

Platoul Meledic este o rezervație naturală mixtă situată pe teritoriul comunelor Lopătari și Mânzălești. 
Se identifică atât prin multiple formațiuni carstice dezvoltate în sare, cât și prin uvale în care s-au cantonat lacuri carstice cu fund impermeabil, cele mai reprezentative fiind Lacul Mare și Lacul Castelului. În străfundurile platoului și în zona limitrofă pârâului Jgheab se află 47 de peșteri, dintre care  „6S Meledic” aflată în partea nordică a platoului, este a doua peșteră în sare ca lungime, din lume.
Lacul Mare, pe marginea căruia se află o pensiune și un camping, are în apropiere 25 de sculpturi din lemn aparținând unei tabere de sculptură.

#### Izvoarele minerale
Sunt izvoare sulfuroase, în satul Brebu din comuna Lopătari.
În comuna Mânzălești, în jurul Platoului Meledic sunt izvoare clorosodice.

#### Focul Viu

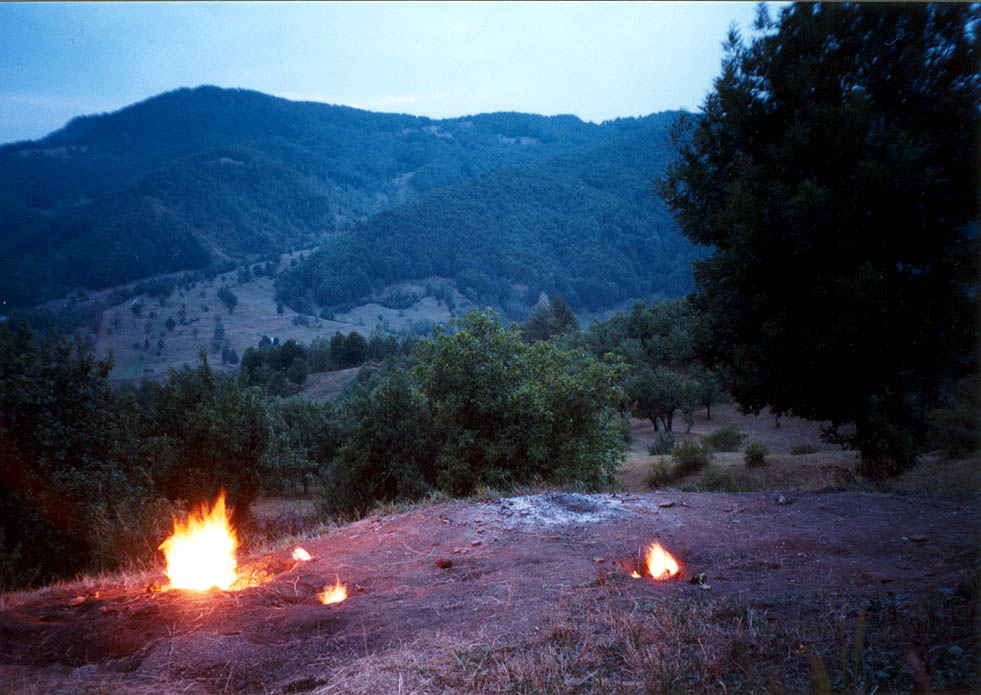
Focul Viu de la Terca - Comuna Lopătari

Focul Viu este un fenomen natural datorat emanației de gaze naturale care iese la suprafață prin fisurile scoarței terestre  formând flăcări ce ard, aprinse fiind de razele solare (sau de către oameni daca flacăra se stinge). 
Se află pe versantul vestic a culmii Breazău, aflat pe stânga văii Slănicului la NNE de satul Terca (Comuna Lopătari)

#### Piatra  Mortatului
Este o stâncă aflată pe versantul estic al Culmii Războiului (Masivul Ivănețu), în arealul limitrof satului Ploștina din comuna Lopătari, pe dreapta Slănicului.

#### Culmea Masivului Ivănețu
Plaiul și Culmea Războiului - aflate în prelungirea vârfului Ivănețu spre nord-est, oferă frumoase puncte de belvedere asupra masivelor Penteleu și Podu Calului
Vârful Ivănețu - este cel mai înalt vârf al masivului.

#### Lacul Mocearu
Lacul Mocearu este situat în arealul administrativ al comunei Chiliile, la sud‐vest de Lopătari. Este înconjurat de pădure, fiind limitrof satului Plaiul Nucului. Accesul se realizează printr-o derivație cu statut de drum comunal, din DJ203K de pe porțiunea Lopătari - Plaiul Nucului.
De formă relativ circulară și adâncime redusă, a rezultat în urma unor procese de tasare a unor formațiuni marno-grezoase ce acopereau un sâmbure de sare.

### Bazinul Sărățelului și culmile înconjurătoare

#### Vulcanii Noroioși

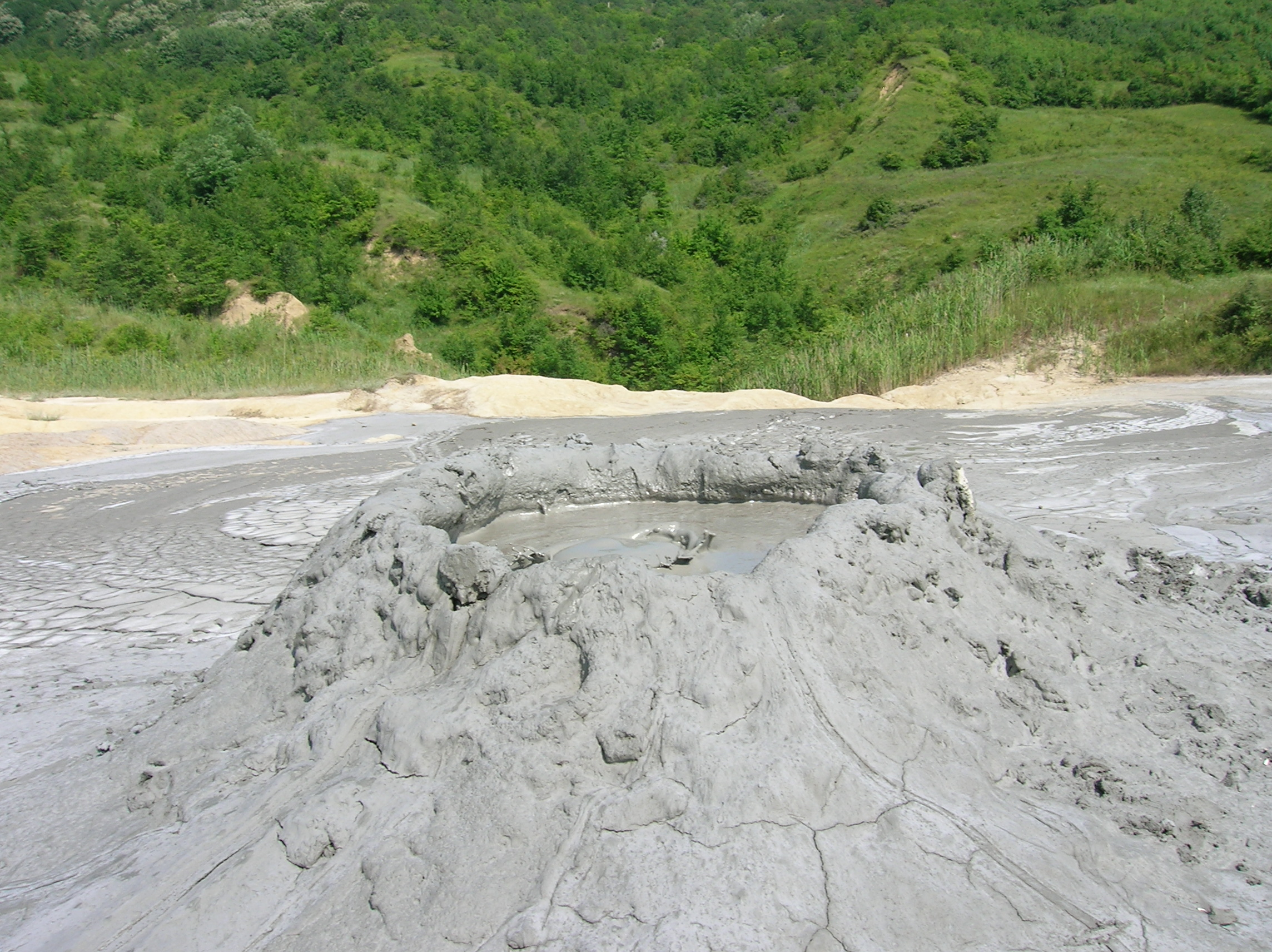
"Pâclă" lângă Beciu

Vulcanii Noroioși de la Pâclele Mari și cei de la Pâclele Mici sunt arii protejate cu statut de rezervație de tip geologic și botanic, situate între Dealurile Pâclelor, în comuna Berca respectiv comuna Scorțoasa.. Accesul este posibil mergând mai întâi spre nord pe valea Sărățulului până la Policiori și de acolo la dreapta spre est, pe un drum asfaltat.
Vulcanii Noroioși de la Beciu, sunt situați spre capătul anticlinalului Berca – Pâcle - Beciu – Arbănași. Se accesează pe un drum destul de dificil și mai puțin cunoscut - din zona Pâclelor Mici se trece prin satul Beciu spre Dealul  Balaurului, pe drumul spre Arbănași, comuna Beceni.
"Fierbătorile" de la Berca se află deasupra stadionului din satul cu același nume. Sunt excavații cvasicirculare cu dimensiuni variabile, care degajă noroi fluid sau apă noroioasă cu urme de petrol. Gazele agită materialul fluid din crater, dând impresia că acesta fierbe. Acestea mai poartă numele și de „bolboroși”.

#### Lacurile de la Policiori
Se află pe Valea Grabicina în arealul comunei Scorțoasa și sunt formate ca urmare a alunecărilor de teren.

#### Izvoarele minerale
În Satele Berca și Pâclele (comuna Berca) sunt iodate și clorosodice
În satul Păcuri (comuna Cănești) sunt sulfuroase, clorosodice

#### Izvoarele de petrol
Se află în satul Păcuri (Com. Cănești). 

#### Malul cu sare de la Negoșina
De aici din satul Negoșina (comuna Cănești), unii dintre oamenii de pe Valea Sărățelului își procură sarea necesară în gospodărie.

#### Babele de la Budești și Tronul lui Negru Vodă
În satul Budești din comuna Chiliile, pe culmea ce stă strajă satului - spre vârful Pinul cel Mare - se pot admira o serie de sculpturi în piatră: "Tronul Domnitorului Negru - Vodă", "Sculptori" - Vântul și Anotimpurile (sculptură în piatră cu copac) și "Babele de la Chiliile".

### Valea Buzăului

#### Blocurile de calcar de la Bădila
Sunt un grup de blocuri imense de calcar aparținând Jurasicului superior, monumente ale naturii. Sunt situate pe Valea Buzăului între Rușavăț (comuna Viperești) și Bădila (comuna Pârscov) și formează o rezervație geologică și paleontologică.

#### Sarea lui Buzău
Este situată în arealul administrativ al comunei Viperești, fiind o rezervație localizată la aproximativ 500 metri de Blocurile de calcar de la Bădila. Reprezintă interes atât prin catena de sare care aici, arată o fereastră geologică, cât și prin arbustul de cătină albă care vegetează pe excesul salin și substratul mineral excesiv.

#### Mănăstirea Rătești
Ctitorie a Capitanului Dragomir la sfârșitul secolului al XVI-lea, deține o colecție de artă veche bisericească. Se află pe stînga Buzăului pe versantul situat între acesta și porțiunea finală a Sărățelului.

### Bazinul Bălănesei și culmile înconjurătoare

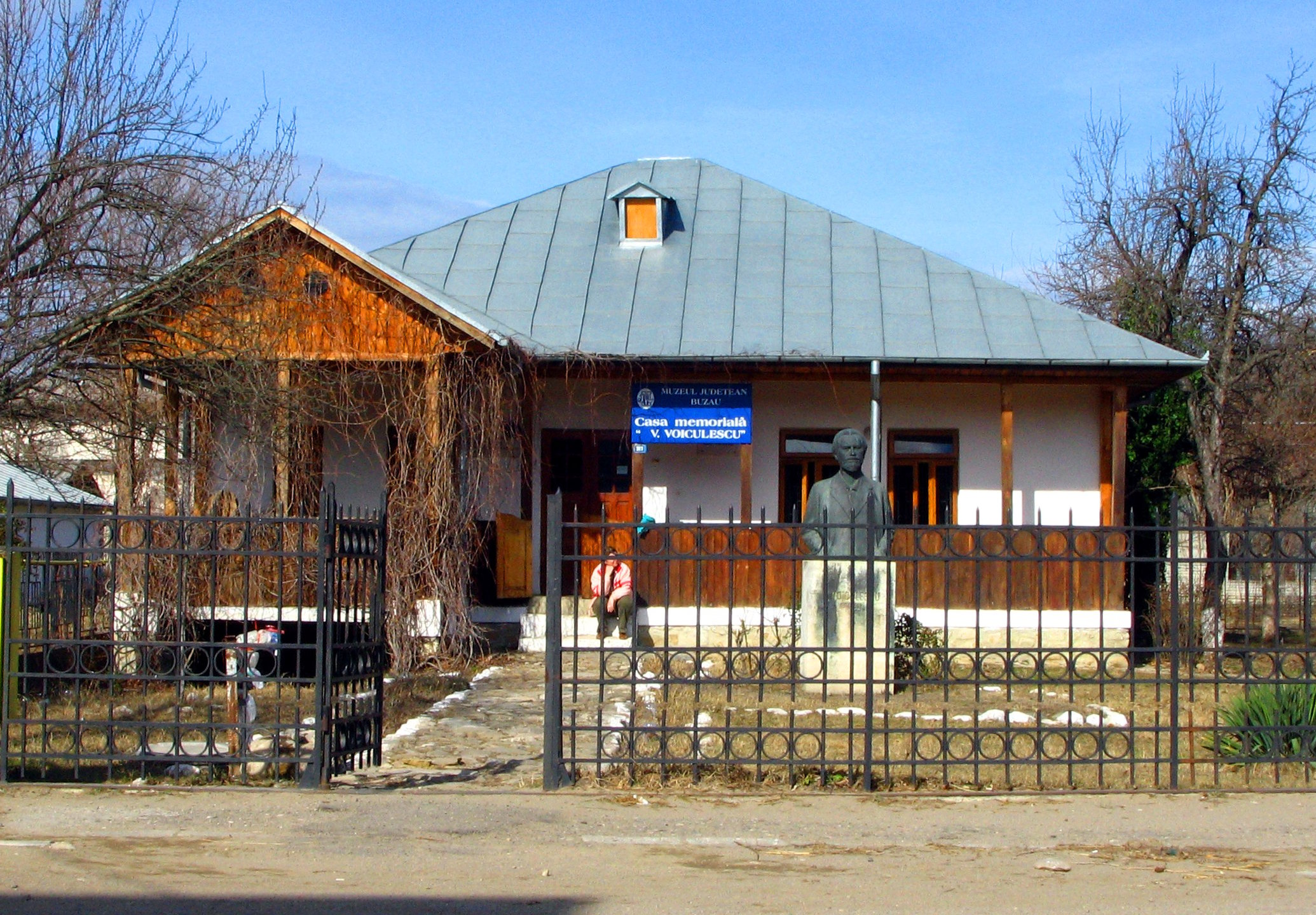
Casa memorială Vasile Voiculescu din Pârscov

#### Casa memorială Vasile Voiculescu
Se află la Pârscov, în satul în care s-a nascut la 13 octombrie 1884 poetul, dramaturgul, publicistul și editorul Vasile Voiculescu, personalitate remarcabilă a literaturii românești, membru al Academiei Romane.

#### "Ochiurile" ("Fierbătorile") de la Tulburea și Gloduri
Sunt 2 areale de vulcani noroioși situate în comuna Cozieni în satele omonime.

#### Izvoarele minerale
În satul Fișici (comuna Bozioru) se înâlnesc izvoare sulfuroase.
Spre satul Nucu, pe drumeagul de căruță ce însoțește în aval Gârla Nucului, se întâlnesc izvorașe minerale  ("ciuciure"  în limbajul localnicilor), de o mare varietate coloristică, olfactivă și gustativă.
În Poiana Cozanei, poteca ce urmărește peretele sud-estic al stâncii, întâlnește câteva izvoare sulfuroase.
Brăești: Sulfuroase și feruginoase

#### Complexul de așezări rupestre

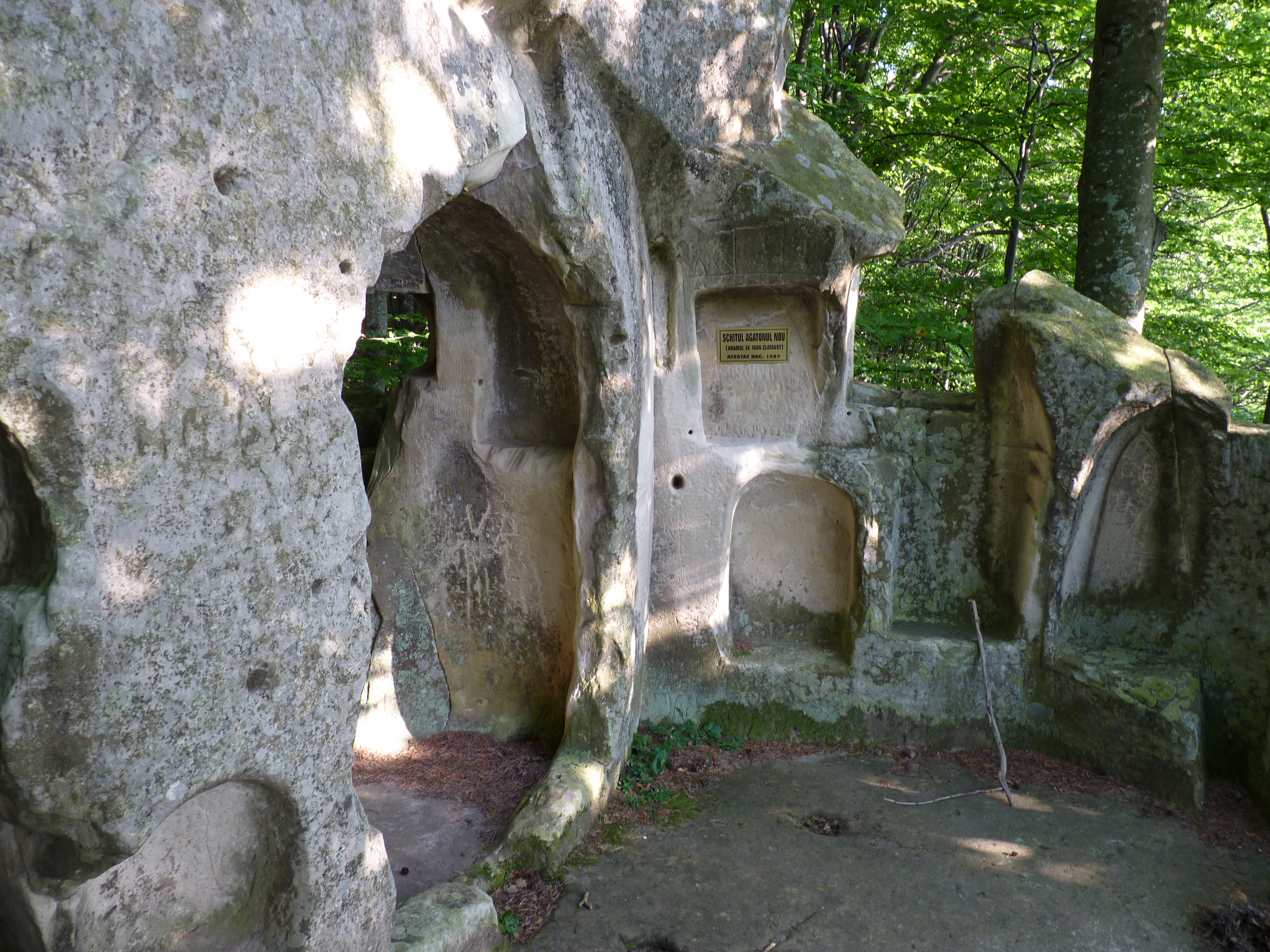
Schit rupestru în Buzău - Agatonul Nou

Este format din vestigii rupestre medievale, aflate mai ales în împrejurimile comunelor Bozioru, Colți, Cozieni și Brăești, în zona Aluniș – Nucu – Fișici – Rugionasa. Amenajările au servit atât ca spații de locuit cât și ca locuri de cult, cel mai probabil începând cu sec. III – IV d. Hr. Utilizarea lor a continuat și în sec. XVI – XVII. Prin similitudine – zona face parte din ceea ce mai este cunoscut și sub denumirea de "Athosul Românesc"
Piatra cu semne: Este un bolovan situat pe culmea Arsenia limitrof schitului Piatra Îngăurită , pe care se conturează multiple impresiuni ce seamănă cu variate urme de animale.

#### Poiana Cozanei
Poiana Cozanei se află mai sus de satul Nucu, pe firul apei, după îngrămădirea de stânci ce par să închidă valea. Este împresurată de ziduri de stâncă. În imediata vecinătate domină abruptul vârfului Colcovan (Piatra fetelor) numit și Piatra Șoimului - deoarece ascunde într-o firidă neaccesibilă locul de cuibărire al șoimilor.
Tiharia

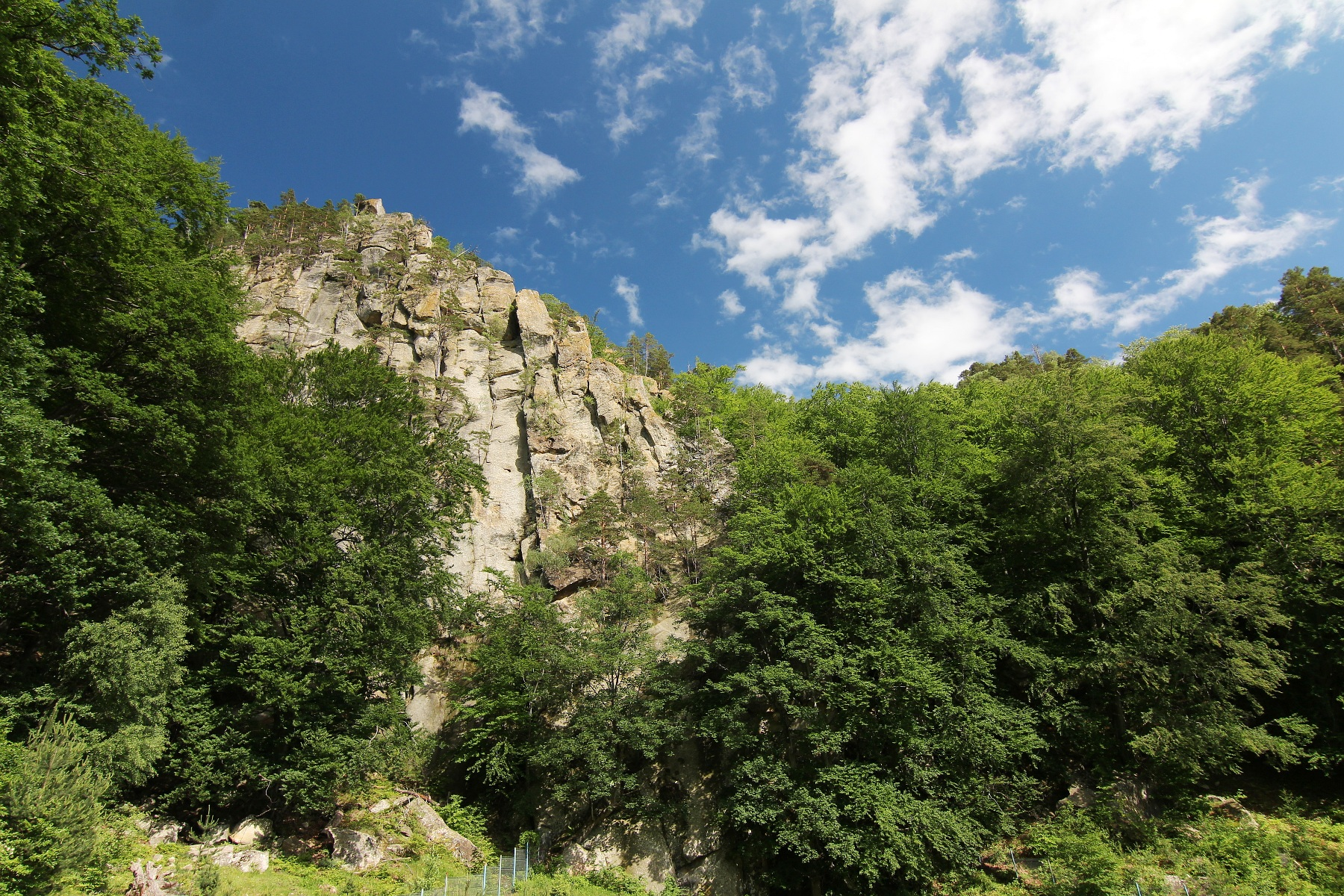
Zidurile Tihariei

Pereți verticali (numiți și "ziduri ciclopice"), limitrofi poienii și care sunt formați pe alternanțe de strate dure (gresie cu ciment silicios , calcare) cu altele moi (marne, pietrișuri slab consolidate), dispuse vertical.
Pieptenele
Este un grup de 7 contraforturi de gresie întrepătrunse de văi împădurite, situate asemenea dinților unui pieptene în arealul limitrof poienii.

#### Lacurile Hânsarului și Mistreților
Pe culmea Ivănețu sunt mai multe lacuri care au luat naștere între valuri de alunecare. Cele mai numeroase se află pe valea Hânsarului. Dintre ele se detașează Lacul Tâlharilor (sau Lacul Hânsaru) , mai mare, aflat pe treapta superioară de alunecare (900 m), la baza unei vechi râpe de desprindere și trei ochiuri circulare (cu diametru de 5—12 m) dispuse pe treptele mijlocii ale corpului alunecării.
Lacul Mistreților se află pe latura sudică a culmii Crucea Spătarului, la mică distață de schitul Fundătura.

#### Trovanții de la Ulmet

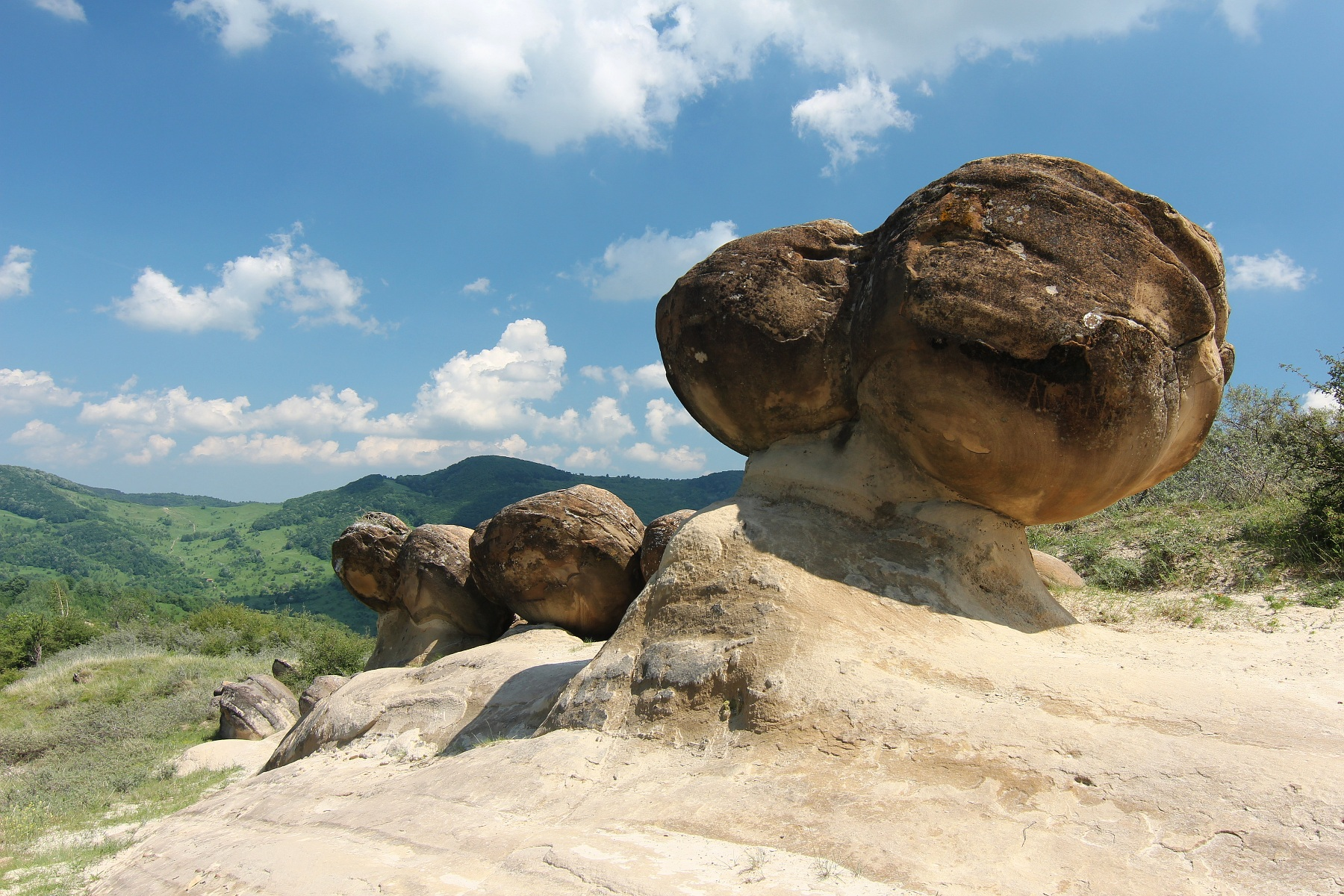
„Babe” în zona Ulmet

Către cresta Babelor de la Ulmet se merge de la marginea comunei Bozioru spre Valea cu Teiu, ajungându-se în zona "pietrelor vii".
Coasta lui Dimian este presărată cu trovanți grezoși fixați într-un nisip sarmatic ușor cimentat, cu forme variate (sferice, ovoide, alungite, îngemănate) care pot sugera forme zoomorfe (reptile, păsări, melci) sau antropomorfe (rachete, farfurii, etc.).

#### Peștera de la Policiori
Peisajul cu țancuri și pereți verticali stâncoși din satul Ruginoasa comuna Brăești, adăpostește câteva relicve rupestre. 
În abruptul perete al Colțului Pietrei se găsesc
- Peștera - o grotã naturală cândva locuită (mai greu accesibilă)
- Ușa Pietrei – o nișă în forma unei uși săpată de mâna omului dar neterminatã.

Pe malul opus în dreptul școlii, pe micul țanc al Culmii Ghiocei  se găsesc două firide supraetajate - “La Policiori”.

#### Alte obiective
- Structuri geologice divers cutate se află pe drumul dintre satele Fișici și Nucu din comuna Bozioru. La nici 10 minute de la motelul din Fișici, apare pe dreapta un versant de gresie de Tarcău complet dezgolit, frumos modelat de agenții climatici, iar la nord de satul Nucu, în punctul "La Contraforturi" (la circa 50 min. de la motel) apar alte impresionante formațiuni stâncoase[64].
- Sarea Pinului: Zona în care sătenii  din satul Pinu - comuna Brăești, au decopertat pământul și au dat de un depozit de sare naturală[73].
- Stânci frumoase[74] la:

- Pietrele Mirăului (stânci ce domină satul Brăești către nord)
- La Oale – Un mic sector în care albia Pârscovelului lîngă satul Ruginoasa, se îngusteazã și ferestruiește porțile de piatrã care au voit să-i taie calea. În gresia de Tarcău pârâul a sculptat în albia sa niște marmite ovale care dau locului denumirea amintită
- Masa Scoicilor (între Pietrele Mirăului), Stâlpii Tainiței

- Cascada Săritoarea - aflată într-o în stâncă de aproximativ 30 m între Brătilești și Plaiul Nucului[75].
- Stâncile de gresie de la Brătilești - Loc unde pasionații de bouldering vin să își încerce măiestria în stâncile de gresie de Kliwa[76].

### Bazinul Sibiciului și culmile înconjurătoare

#### Biserica de piatră de la Aluniș
Atestarea documentară atribuie ctitorirea ciobanilor - Simion si Vlad - în inima unei imense stanci compacte din culmea Martiriei, o ramificatie a muntelui Crucea Spatarului. Tehnica cioplirii, un însemn solar și altarul de jertfă, denotă prezența aici ântai a unui sanctuar geto-dacic, și apoi a unui lăcaș de propovaduire ortodoxă.

#### Colecția de chihlimbar Colți

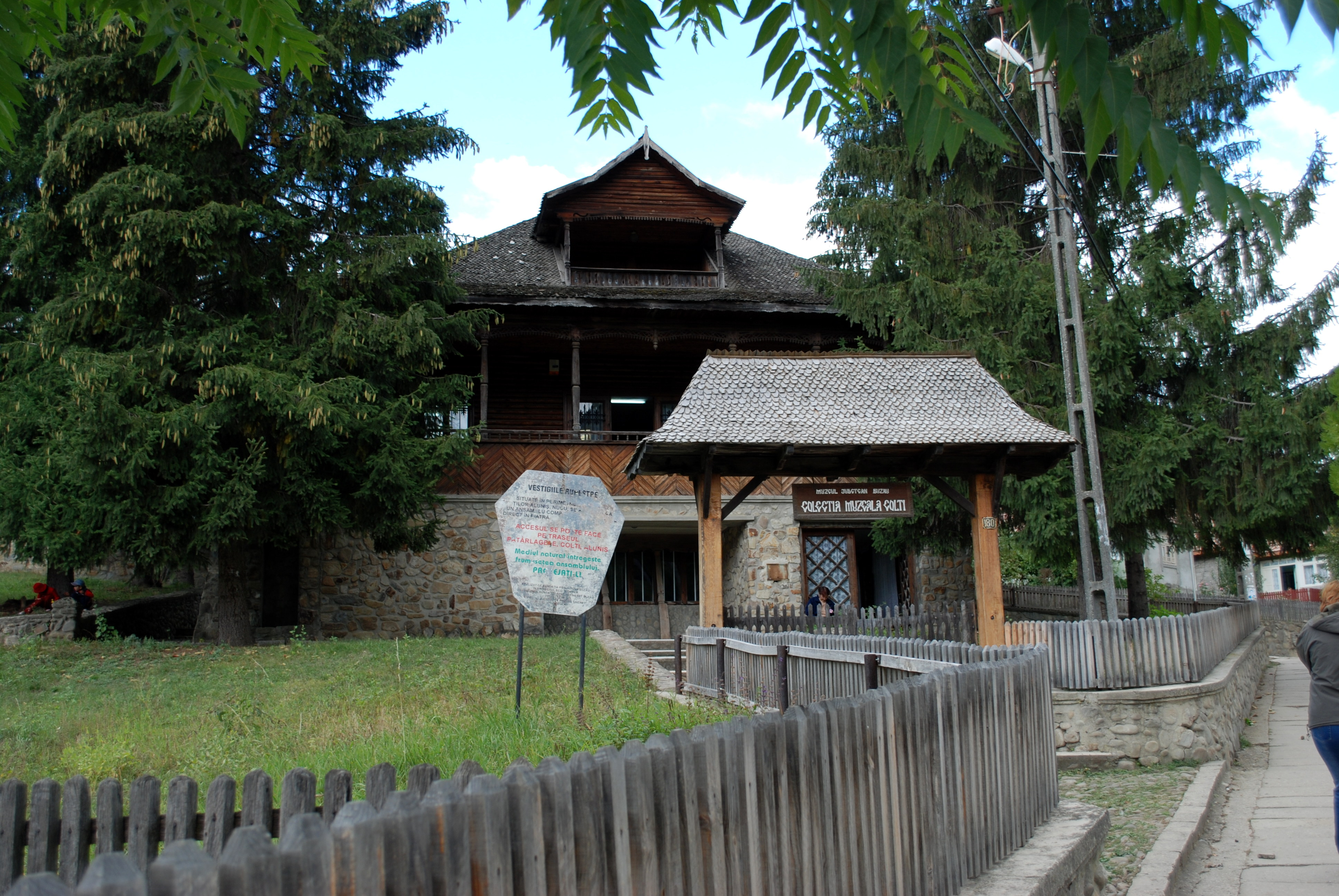
Muzeul Chihlimbarului din satul Colți

Mic Muzeu local al Chihlimbarului, dar și o expoziție cu vânzare de bijuterii confecționate din chihlimbarul exploatat altădată în zonă.

#### Valea Colților
Sunt o serie de obiective:
- Valea Păcurii. Imediat după intrarea pe valea Colților, pe partea draptă a drumului ce urcă spre sat, prăpăstii și văi abrupte se deschid impunător. Este o colecție de piatră  de culori variate. Printre aceste pietre, adesea șerpuiesc râuri colorate bizar: curgeri negre de păcură, curgeri albe de ape bogate în sulf și curgeri sângerii de ape bogate în rugină naturală.
- Șisturile disodilice (pietrele-solzi) Zona este un deal stâncos, în trecut un abis întunecat și toxic, lipsit de oxigen, dintr-o mare preistorică.
- Piatra Corbului – Motoca aflată pe drumul spre Aluniș unde peisajul pare să se transforme în chei.
- Valea Salciei - pârâu cu emisar Colți, pe valea căruia apar o serie de stânci interesante.

## Obiective turistice de vecinătate
Valea Râmnicului superior (Depresiunea „Între Râmnice”):
- Lacurile carsto-saline: Complexul - Vintileasca (Lacul Mare), Lacul Giurgiu, Lacul de la Cruce, Lacul de la Buduroi, Lacul lui Mirică. și complexul din satul Dealul-Sării - Lacul cu Răchiți și Lacul de la Muchea-Naltă.
- Spectaculoasa alunecare de la “Huma Roșie” sau “Sarea Roșie”
- Pietrele Fetii, Pietrele Mâței și Zidul Uriașilor de la Dealul Roșu
- Izvoarele minerale de la Jitia și Vintileasca
- Schitul Muntioru, Rezervația Poiana Muntioru, Cascada Muntioru

Valea Bâscei: Stânca Buduloaiei (Persescu) , Piatra Corbului, Cheile Tigvei, Cascada Tigvei, Stălpii Tainiței, Lacul Negru
Valea Buzăului: Lacul de acumulare de la Siriu, Cascada Pruncea (Casoca), Mănăstirea Cârnu, Herghelia Cislău, Padurea Crivineni, Puntea suspendată Pătârlagele-Zaharești, Biserica de lemn "Sf. Dumitru" din satul Muscel - Orașul Pătârlagele, Ansamblul bisericii Intrarea Maicii Domnului în Biserică din satul Ciuta - comuna Măgura
Culmea Ciolanu: Mănăstirea Ciolanu, Schitul Cetățuia, Tabăra de sculptură Măgura, Biserica de la Buda-Crăciunești, 
Municipiul Buzău și împrejurimile: Dealul cu Lilieci - Cernătești, Pădurea Spătaru, Stațiunea Sărata Monteoru, Dealul Istrița
Munții Buzăului: Masivele Penteleu, Podu Calului și Siriu